# Кріс Бордмен
Кріс Бордмен  (англ. Chris Boardman, 26 серпня 1968) — британський велогонщик, олімпійський чемпіон.

## Виступи на Олімпіадах
| Олімпіада      | Дисципліна                                      | Місце             |
| -------------- | ----------------------------------------------- | ----------------- |
| Сеул 1988      | Командна гонка переслідування, 4000 метрів      | 13 (кваліфікація) |
| Барселона 1992 | Індивідуальна гонка переслідування, 4000 метрів | 1                 |
| Барселона 1992 | Командна гонка переслідування, 4000 метрів      | 5                 |
| Атланта 1996   | шосейна гонка з роздільним стартом              | 3                 |
| Сідней 2000    | шосейна гонка з роздільним стартом              | 11                |